# 40 de mayo
El 40 de mayo, que correspondería al 9 de junio, popularmente se usa en el refranero español para designar una fecha avanzada de la primavera en la que hace buen tiempo, y normalmente se aplica al refrán:

Hasta el 40 de mayo no te quites el sayo

Tal y como se hace referencia en la época en que desaparece completamente el tiempo invernal por el más cercano al veraniego, se apunta también acerca de la necesidad de prevenir los constipados por desabrigo.
Igualmente es una frase periodística relacionada con la meteorología usada en medios de comunicación escrita, al igual que televisivos.
Se suele añadir o contestar al refrán, de manera jocosa, con la frase "Y si eres de Albacete, hasta el 47 (de mayo)" en alusión a las bajas temperaturas que se alcanzan en esta ciudad manchega.[cita requerida]